# Gulfhaus Deichstraße 164
Das Gulfhaus Deichstraße 164 in Berne-Ganspe, hinter dem Weserdeich, stammt aus der zweiten Hälfte des 19. Jahrhunderts.
Aktuell (2023) wird es als Wohnhaus und gewerblich genutzt.
Das Gebäude steht unter Denkmalschutz (siehe auch Liste der Baudenkmale in Berne).

## Geschichte
Das eingeschossige traufständige verklinkerte große Gulfhaus, ein Wohn- und Wirtschaftsgebäude in L-Form, mit Satteldach besteht aus dem etwas schmaleren Wohnteil im Westen und der östlichen Gulfscheune mit nach Süden angebautem Stallflügel, dekoriert mit Lisenen, Friesen, Giebelgesims und geschossteilendem Gesims, Giebelspieß mit Niedersachsenpferd, hohen Fenstern mit Rundbogen und runden Fenstern (teils blind) und Rahmungen der Öffnungen aus der Zeit um 1880.
Das einst landwirtschaftlich genutzte Gebäude dient heute gewerblichen Zwecken, u. a. mit einer Käserei.